# Fortunabrunnen (München)
Der Fortunabrunnen ist eine Brunnenanlage im Münchener Stadtteil Lehel. Er wurde 1907 vom Münchner Bildhauer Karl Killer geschaffen. Anlass für die Errichtung war die Umgestaltung des Platzes vor dem Isartor.
1896 war die Ostseite des Isartorplatzes neu bebaut worden. Zur Schaffung einer geschlossenen Baureihe um den gesamten Platz wurden dort repräsentative fünfstöckige Mietshäuser errichtet. Der Platz selbst wurde durch die Vereinheitlichung der Bebauung vergrößert. 1907 beschloss die Stadt München, die gewonnene Fläche mit einer Brunnenanlage auszustatten.
Killer schuf im zeitgenössischen Jugendstil eine Allegorie auf die segensreichen Kräfte des Wassers. Das achteckige Brunnenbecken aus rotem Marmor wird durch fein gearbeitete Reliefs geschmückt, die Szenen aus Landwirtschaft, Weinbau und Fischerei darstellen. In der Mitte ragt auf einem Steinsockel stehend eine drei Meter hohe Bronzefigur von Andreas Manetsstätter empor. Sie zeigt die römische Glücksgöttin Fortuna, die als Attribut mit beiden Händen ein reich geschmücktes Füllhorn hält. Zu ihren Füßen hüten kleine Meerjungfrauen die Wasserspeier.